# باب اینشتین
باب اینشتین زادهٔ ۲۰ نوامبر ۱۹۴۲ – درگذشتهٔ ۲ ژانویهٔ ۲۰۱۹) هنرپیشه، تهیه‌کننده فیلم، و طنزنویس اهل ایالات متحده آمریکا بود. وی به دلیل سرطان خون درگذشت.

## بخشی از فیلم‌شناسی
از فیلم‌ها یا برنامه‌های تلویزیونی که وی در آن نقش داشته‌است می‌توان به آثار زیر اشاره کرد:
- زیاد ذوق‌زده نشو (برنامه تلویزیونی)
- پرورش شکست‌خورده (برنامه تلویزیونی)
- یانکی‌های کرنک (برنامه تلویزیونی)
- سیزده یار اوشن (۲۰۰۷)
- مدیریت خشم (برنامه تلویزیونی)